# Escracho
Escracho é, na Argentina, Uruguai, Espanha e outros países hispanofones e no Brasil, um certo tipo de  manifestação pública em que ativistas se concentram diante do local de trabalho ou residência de pessoa que se quer denunciar publicamente. Eventualmente, adquire um caráter de intimidatório ou persecutório, quando inclui o uso de táticas mais ou menos violentas. No Chile estas ações são conhecidas como funa. No Brasil também são realizadas com frequência nas redes sociais com registros claros de insatisfação e desaprovação da atuação ou conduta especialmente de representantes políticos.

## Conceito
A Academia Argentina de Letras, em seu Diccionario del habla de los argentinos, descreve "escracho" como uma "denúncia popular contra pessoas acusadas de violação aos direitos humanos ou de corrupção. Tal manifestação se realiza mediante atos como sentar ou  cantar  diante  da residência dos denunciados ou em lugares públicos".
A palavra é utilizada, desde 1995, pelo coletivo de direitos humanos H.I.J.O.S. (Hijos por la Identidad y Justicia contra el Olvido y el Silencio; em português, 'Filhos pela Identidade e Justiça, contra o Esquecimento e o Silêncio'), quando indivíduos processados por delitos cometidos durante a   Ditadura Militar Argentina foram postos em liberdade após lhes ser concedido perdão pelo presidente Carlos Menem. As manifestações eram realizadas nas imediações da residência de antigos membros do governo, considerados genocidas. Mediante cantos, músicas, pinturas e representações teatrais, avisava-se  a população da área que ali vivia um criminoso. No entanto, esse tipo de manifestação pode  também ocorrer contra indivíduos denunciados por delitos comuns.

### Etimologia
Segundo alguns historiadores, a palavra "escracho" provém do lunfardo escraco, mencionado por Benigno B. Lugones, em 1879, significando um tipo de  fraude que consiste em  apresentar à vítima um bilhete de loteria supostamente premiado e convencê-la a receber o tal bilhete, em troca do pagamento de um valor inferior ao do prêmio da loteria. Outra possível origem da palavra é o termo genovês "scraccé", que significa fotografia, especialmente retrato do rosto, e que passou a significar 'cara', especialmente, 'cara feia'. Daí deriva o verbo 'escrachar', que, em português, significa  fichar (uma pessoa) na polícia após fotografá-la ou, ainda, desmoralizar ou repreender uma pessoa. No Brasil, a palavra também é usada para designar o tipo de ato público que visa denunciar ou desmoralizar alguém.

## Modalidades
- Teatro de rua
- Pichações com aerossol nos muros ou nas paredes externas da residência do indivíduo que é alvo do escracho
- Arremesso de ovos contra a residência do indivíduo-alvo
- Colocação de cartazes e faixas nas proximidades da residência do indivíduo-alvo
- Concentração de manifestantes em frente ao domicílio ou ao local de trabalho do indivíduo-alvo
- Concentração de manifestantes e preparação de churrasco em frente à residência do indivíduo-alvo

## Fundamentos
O grupo H.I.J.O.S. defende o uso do escracho  como método de participação social, num contexto de impunidade, onde não há a possibilidade de uma condenação judicial de pessoas que tenham sido culpadas por crimes contra a humanidade. Assim, "ordena-se  um escracho para dar resposta quando não há justiça."
O mesmo grupo criou o lema "Se não há justiça, há escrache". Além disso, determinaram que o mais importante a respeito dos escraches era a condenação social dos militares, razão dos trabalhos prévios nas vizinhanças das residências que seriam escrachadas, divulgando informações sobre o indivíduo denunciao.

## Críticas
Os escrachos receberam críticas de distintos setores.
O jornalista antiperonista Rogelio Alanis disse o seguinte a respeito do escracho:
Es la versión politizada de la patota. La patota y el patotero son dos versiones canallas de la vida cotidiana. El escrache es lo mismo que la patota con la sutil diferencia de que los patoteros en este caso se justifican invocando una razón política. El patotero y el escrachador no son diferentes en lo que importa, es decir en el ejercicio de la violencia alevosa y cobarde. Lo que distingue a uno de otro es la retórica disfrazada de ideología (...) Sin dudas, desde cualquier punto de vista, la actitud cobarde de juntar fuerzas para insultar a alguien en situación de vulnerabilidad, en su hogar, debe ser repudiada (...) El patotero supone que sus acciones no tienen nada que ver con la política; el escrachador se justifica a sí mismo invocando argumentos políticos que transformarían un acto cobarde y miserable en una causa justa. Desde el punto de vista estrictamente político, el escrachador es más peligroso que el patotero porque uno viola el Código Penal mientras el otro viola la convivencia social.
O escracho, segundo o jornalista Fabricio Moschettoni, independentemente de seu propósito, é uma metodologia própria do fascismo que nada tem a ver com a democracia. Seria um método de um autoritarismo atroz, repleto de violência, agregando que esta metodologia era própria dos piores regimes totalitários, que escrachavam as suas vítimas, as marcavam para denegri-las e atormentá-las. Na história mais recente manifestações muito parecidas com os escrachos foram utilizados na Espanha, durante a Guerra Civil e a ditadura de Franco. Ali os fascistas marcavam os republicanos. Também na plena época do nazismo, onde se escrachavam primeiro os judeus e com o correr do tempo se generalizou a homossexuais, ciganos, lésbicas, mendigos, e outros integrantes da sociedade “rejeitados” pelos seguidores do ditador. Existe importante literatura sobre a condição do autoritarismo expresso no sentido de escrachar,segundo o jornalismo, onde os escrachadores gozam do seu poder de fogo contra as vítimas.
O diário "La Gazeta de Tucumán" ao se referir sobre a ação realizada contra o deputado nacional argentino Alejandro Rossi, disse que “o clima de democracia que nos orgulhamos de viver pressupõe a livre expressão do mais amplo leque de opiniões, e a manutenção, a todo momento, do respeito as discórdias. É uma condição suprema da vida republicana e que a diferencia dos sistemas autoritários". O periódico agrega, no entanto, que os escrachos são atitudes absolutamente repudiantes dentro de um regime de democracia, pelo perigo intrínseco que contém, já que ninguém é capaz de prever os extremos que poderiam alcançar atos agressivos desenvolvidos pelos grupos responsáveis pelos escrachos. E diz em seguida "Em uma nação civilizada todo cidadão pode exercer seu direito ao protesto, frente a situações ou mediadas que considere lesivas ao seu interesse ou a seus ideais. Adverte-se que tal direito seja exercido em plenitude, mesmo quando em ocasiões chegue a adquirir demasiada demência. A preocupação é que o protesto e o repúdio perpassem o marco constituído por normas de convivência pacífica e razoável do corpo social. Atacar e molestar as pessoas, danificar suas casas ou seus bens, é algo que não se pode admitir sob nenhum ponto de vista". Segue apontando que estas ações apelam ao lado mais primitivo e arriscado dos impulsos humanos, e significam uma depreciação tanto das pessoas como dos mecanismos em instituições da democracia que dizemos praticar. O jornal conclui, por fim, apontando para a necessidade do fim dos escracho, que seriam potenciais inimigos à vigência do clima de respeito mútuo que todo cidadão consciente e civilizado tem o dever direito de respeitar.
Para o escritor Carlos Balmaceda o escracho se pratica como se fosse uma epopeia justiceira, mas que na realidade é totalmente contrário a uma ética baseada na dignidade humana, nos direitos humanos, sendo um gesto sádico típico do autoritarismo. No escracho se destrói o desejo de justiça, dando lugar a violência exercida com prazer sobre o próximo, segundo Balmaceda. O escritor relembra que quando Hitler chegou ao poder os nazistas marcaram as casas dos judeus com a estrela de David pintada nas paredes com grafite e mais a frente nos campos de concentração aplicaram o escrache individual marcando com triângulos amarelos os judeus, rosa os homossexuais, de preto as lésbicas, prostitutas, delinquentes, indigentes, drogados e alcoólatras e marrom para os ciganos. Prossegue dizendo que:
o escracho se opõe a toda ética de memória, já que utiliza o mecanismo político usado pelo poder genocida para identificar, classificar e matar milhões de pessoas.
Por isso, segundo o autor, a legitimação do escrache seria um ato de negação da história e do padecimento atroz das vítimas, ofendendo a quem acredita que os crimes de lesa a humanidade jamais prescrevem. "Não somente deveria se repudiar os genocidas, mas também aos seus métodos, estratégias e táticas. Adotar suas práticas desvirtua a essência da justiça e lesa a vigência dos direitos humanos", conclui o autor.
Jornalistas como Mariano Grondona ou Joaquim Morales Solá escreveram artigos críticos aos escrachos.
Segundo Mariano Grondona o escracho é uma agressão física que não chega a ser cruel contra aquelas pessoas as quais seus agressores procuram menosprezar simbolicamente dentro da sociedade. Em seu entendimento os escraches devem receber uma série quase unânime de condenações, principalmente por, sem a autoridade para tal, se autoafirmarem como uma fonte de justiça direta, renegada pela democracia.
Joaquim Morales Solá afirmou que o escrache é um método detestável criado há quase 70 anos pelo nazismo para identificar seus inimigos.
Jornais como o argentino La Nación, de tendência conservadora, também criticaram os escrachos, como por exemplo no seu editorial de 3 de julho de 2008. Segundo o jornal, o escrache seria um ato de violência moral contra as instituições, uma arma definitivamente não conciliável com respeito da dignidade do outro.

## Estudos do escracho na escola pública
As escolas secundárias da Província argentina de Buenos Aires, na disciplina de Política e Cidadania, incluem o escracho como tema de estudo. Perguntado sobre isso o ministro de educação provincial Mario Oporto declarou a respeito de quando foi escrachado em 2001: “Prejudicaram muito a mim e a minha família. Me senti violentado e me lembro como um dos piores momentos da vida pública. Mas formam parte do meu passado, não posso negá-los” e comenta que considera o escrache como uma forma de participação política, tal como o define o programa para secundários, da mesma forma que existem formas de pressão ou de ação que incidem na política. Agregou que a sua inclusão no programa de estudos é parte da tentativa de entender a sociedade democrática em que se vive. O ministro comenta que seu estudo apenas serve como exemplo: “de que o escrache serve para amedrontar, para tirar a liberdade ou como forma de intolerância, preconceito ou discriminação, sendo um dos males da sociedade. Os alunos devem refletir e tirar conclusões para entender que os conflitos são resolvidos na justiça e não com escracho. Se não toco nesse assunto em aula é impossível chegar a essa conclusão. Quero que os pais saibam que eu sancionaria a um docente que ensine como se faz um escracho”. {{Carece de fontes|cod1|cod2|codN|{{subst:DATA}}}}
No Brasil, segundo relatórios de Secretarias de Educação, diversas unidades da federação referem-se a essa prática como "bullying". Essa prática, do chamado "escracho escolar", que também acontece no Ensino Superior, é combatido pelo Ministério da Educação do Brasil. {{Carece de fontes/bloco|Dentro das escolas, o escracho é proibido no Brasil, sob pena de expulsão.|cod1|cod2|codN|{{subst:DATA}}}}